# Аеругіт
Аеругіт — рідкісний складний мінерал — арсенат нікелю із формулою: Ni9(AsO4)2AsO6. Він утворює тригональні кристали від зеленого до насиченого синьо-зеленого кольору. Має твердість за Моосом 4 і питому вагу від 5,85 до 5,95.
Вперше його було описано в 1858 році або у копальні «Південні Терри» у Корнуоллі, Англія, або в Рудних горах, Саксонія, Німеччина. Походження спірне. Найбільш поширеним проявом є утворення нальоту на стінках печі, в якій обпалюється руда. Назва мінералу походить від латинського слова aerugo, що означає мідна іржа.